# 盧克雷齊亞·波吉亞

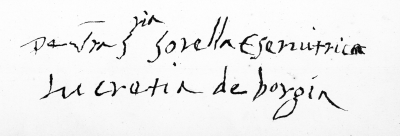
“Lucretia de Borgia” 盧克雷齊亞在寄給她大姑伊莎貝拉·埃斯特的信中的簽名（1519年3月）。

盧克雷齊亞·波吉亞（義大利語：Lucrezia Borgia，1480年4月18日—1519年6月24日）是一名義大利文藝復興時期貴族女性，她是羅馬教宗亞歷山大六世的私生女，母親為瓦諾莎·卡塔內。
出身貴族的她，長期贊助藝術家從事藝術活動，是歐洲文藝復興時期的幕後支持者。她的三位兄弟分別是切薩雷·波吉亞、喬瓦尼·波吉亞和喬弗雷·波吉亞。
盧克雷齊亞與其父兄的政治合作詳情並不清楚，但可以肯定的是他們為了自己的政治野心屢次安排她與其他有權有勢的貴族世家聯姻。盧克雷齊亞一生曾嫁過佩薩羅領主喬凡尼·斯福爾扎、比謝列公爵阿拉貢的阿方索王子、費拉拉公爵阿方索一世·埃斯特。

## 早年
盧克雷齊亞出生於鄰近羅馬的蘇比亞科，她的母親瓦諾莎·卡塔內是她的父親羅德里哥·波吉亞（教宗亞歷山大六世）的眾多情婦之一。
盧克雷齊亞在亞歷山大六世的表妹阿德里亞娜·德·米拉（Adriana de Mila）的奧爾西尼宅邸裡成長，她的早期教育來自貴族婦女、西班牙教師、修士及修女。同她的父親及兄弟，盧克雷齊亞能說流利的西班牙語、加泰隆語，但義大利語、法語、拉丁語也同樣非常流利，並且還能讀一些希臘語，她熱愛讀詩也愛寫作，更是一位熟練的舞者，常常在她父親主持的舞會上大放異彩。
在她父親當上教宗後，於1493年，盧克雷齊亞及阿德里亞娜與她的媳婦同時也是亞歷山大六世的情婦朱莉婭·法爾內塞一起搬到一間靠近梵蒂岡城的新修宅邸裡，以便亞歷山大六世能隱密的拜訪她們，也在這時開始，盧克雷齊亞與茱莉婭變成親密的朋友。

## 外表

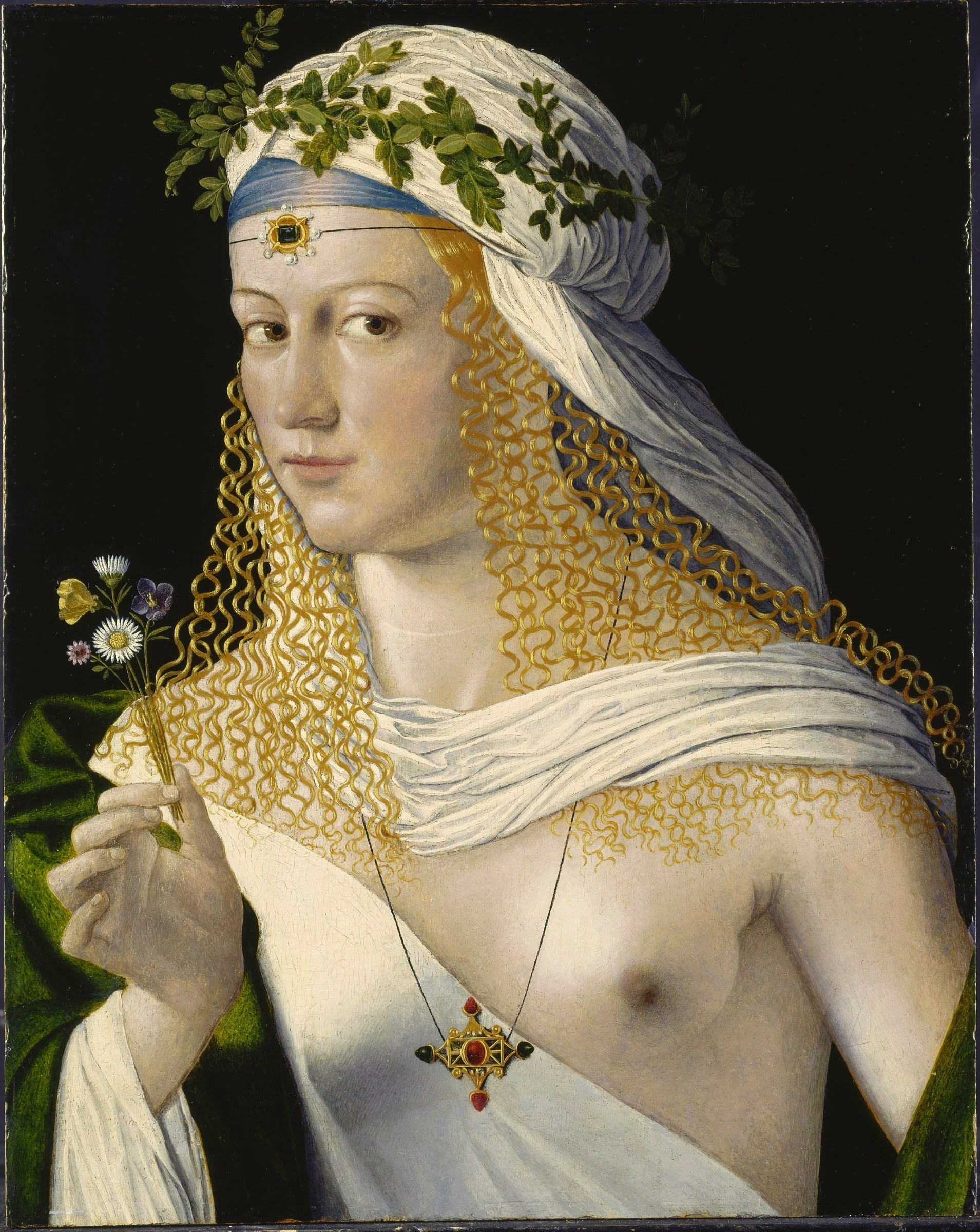
《女人肖像》巴爾托洛梅奧·韋內托所繪，一般認為畫中女子是盧克雷齊亞

她被形容為擁有一頭及膝的厚重的金髮、美麗的膚色、淡褐色的眼睛、飽滿的胸部以及與生俱來的優雅，使她像是漫步在空中似的，而這些外表特徵在那時期的義大利是高度被讚賞的。另一種描述是說「她擁有一張大大的嘴巴，牙齒白的亮人，脖子非常修長與勻稱而胸部的比例大的令人欽佩。 」。
一幅收藏於維多利亞國立美術館的多索·多西畫作《青年肖像》（Portrait of a Youth）畫中的主角在2008年被證實為盧克雷齊亞。這幅畫有可能是唯一一幅倖存至今有關盧克雷齊亞的正式畫作，但有不少人對這項說法抱持懷疑，因為另外有好幾幅畫作也宣稱畫中主角是盧克雷齊亞，例如巴爾托洛梅奧·韋內托的一幅精細肖像。但這些畫作沒有一幅被現今的學者所承認。

## 婚姻

### 第一段婚姻：喬凡尼·斯福爾扎
1491年2月26日，盧克雷齊亞被她的父親擬定了一項與瓦倫西亞王國中的瓦爾達尤拉（Val D'Ayora）領主胡安·德·森特勒斯（Don Cherubino Joan de Centelles）的婚約，但僅僅兩個月後這個婚約便被廢除並與普羅奇達伯爵加斯帕雷·阿維爾薩（Don Gaspare Aversa）簽訂新的婚約。當羅德里哥於1492年成為教宗亞歷山大六世後，他開始尋求與強大的公侯貴族結盟以建立一個義大利王朝，也有許多家族對此聯姻抱有興趣，如那不勒斯王國，但最後亞歷山大六世看上強大的米蘭斯福爾扎家族，因此他再一次地取消盧克雷齊亞的婚約，並將她安排嫁予年齡比她大一倍有餘的佩薩羅領主及名義上科蒂尼奧拉伯爵喬凡尼·斯福爾扎 ，喬凡尼是科斯坦佐一世·斯福爾扎的私生子，米蘭公爵盧多維科·斯福爾扎及教廷副大法官阿斯卡尼歐·斯福爾扎的堂弟，1493年2月12日他們的代理婚姻先行舉行，正式婚禮則於1493年6月12日於羅馬舉行，一般認為那是個鋪張奢華的婚禮。
根據婚約的規定，盧克雷齊亞會待在羅馬一年而不會與喬凡尼圓房，並且她將得到31,000杜卡特金幣作為嫁妝。
他們婚後不久，亞歷山大六世重新評估那不勒斯提出的聯盟要求，那不勒斯的阿方索二世希望能與教宗國聯盟藉此提升自己的地位與正當性，抵抗法國國王查理八世與米蘭的斯福爾扎家族。起初，教宗是支持斯福爾扎家族的，很明顯的因素是他的女婿就是來自該家族，但那不勒斯國王的堂親，阿拉貢國王斐迪南二世及伊莎貝拉女王提出一個極為誘人的條件，他們願意將阿方索二世的私生女阿拉貢的珊莎嫁予教宗最小的私生子喬弗雷·波吉亞，並將斐迪南二世的姪女瑪麗亞·安立奎茲·德·露娜嫁予教宗另一個私生子喬凡尼·波吉亞以換取教宗的支持，這誘人的條件讓教宗屈服了，因此教宗同意這些條件轉而與那不勒斯聯盟，並不再那麼需要斯福爾扎家族了。
隨著結盟關係的改變，喬凡尼在教廷中的存在變得多餘，教宗需要一個新的且對他有利的政治同盟，教宗極有可能在暗中下令將喬凡尼暗殺，一個普遍被接受的說法是盧克雷齊亞從她的哥哥那邊得知暗殺喬凡尼的這項消息，並告訴她的丈夫，於是喬凡尼從羅馬潛逃出去。
1497年，亞歷山大六世轉往使用較柔性的手段使喬凡尼同意離婚，他命令喬凡尼的堂兄，同時也是促成這段婚姻的樞機阿斯卡尼歐·斯福爾扎說服喬凡尼同意離婚，離婚協議包括一個承認自己是性無能的聲明，估計教宗的目的是希望保持盧克雷齊亞的貞潔以供日後能繼續與其他勢力聯姻。起初喬凡尼拒絕簽屬並反過來指控盧克雷齊亞與她的兄弟及父親亂倫，但教宗對外聲稱他的女兒由於並未與丈夫行房，因此這段婚姻是宣布是無效的。
面對拒絕配合的喬凡尼，教宗同意喬凡尼得以保留盧克雷齊亞的嫁妝希望換取他的合作。
即使面對教宗提出的善意條件，喬凡尼仍抵死不從，直到斯福爾扎家族威脅如果喬凡尼拒絕教宗提出的這項協議，將會收回他們對喬凡尼所提供的保護，迫於壓力下，喬凡尼最後於1497年11月，在證人的面前簽署了性無能的聲明及婚姻廢止的協議，他在簽屬時說道：「如果聖座陛下決心重新定義所謂的正義與公平，我也無可奈何。教宗可以為所欲為，但天父自有分曉。」
但其實在婚姻無效決議判定的期間，亞歷山大六世在派遣自己的私生子，盧克雷齊亞的哥哥，時任瓦倫西亞樞機切薩雷·波吉亞，前去給新任那不勒斯國王費德里科一世加冕時就祕密的為盧克雷齊亞訂定新的婚約了，對象是阿方索二世的私生子，比謝列公爵阿拉貢的阿方索，此時盧克雷齊亞尚在等待與喬凡尼婚姻無效的決議，新的婚約便被妥善的保密，直到喬凡尼同意離婚後才公開。

### 與佩魯托的情事
有人猜測，在與喬凡尼婚姻無效聲明的漫長等待中，盧克雷齊亞與別人發展了一段關係，很有可能是亞歷山大六世的侍從佩德羅·卡爾德龍（Pedro Calderon），又稱為佩魯托（Perotto） 。波吉亞家族的敵人指控盧克雷齊亞在婚姻廢止前就已非處女而且懷孕了。她在1497年等待婚姻無效決議到同年12月決議出來時都待在聖西斯托的修道院裡，沒人確定這之中發生了什麼事，但在1498年1月，佩德羅和盧克雷齊亞的女侍潘塔西麗亞的屍體在臺伯河上被發現，而同年3月，根據費拉拉大使的描述，盧克雷齊亞已經生產了，但這項消息被其他的來源否認。但可以肯定的是波吉亞家族在這個時候誕生了一個孩子，這個孩子被命名為喬凡尼，另一個為人所知的名字是羅馬之子（Infans Romanus）。
1501年，兩個關於這個孩子的教宗詔書被發出，第一個詔書正式承認這個孩子是切薩雷在他婚前的一段情史中所生的。第二個詔書則是很矛盾的否決了第一個詔書，並宣稱孩子是教宗本人的，盧克雷齊亞的名字都沒有在這兩個詔書中出現，而關於盧克雷齊亞到底是不是這個孩子的母親也無法被證實。
第二個詔書秘密地隱瞞了許多年才公布，以至於切薩雷一直被假定為這個孩子的父親，切薩雷在1502年將卡梅里諾公爵的頭銜給了喬凡尼，因為切薩雷征服了羅馬涅，成為了羅馬涅公爵，按理說要將卡梅里諾公爵的頭銜給予他的長子。喬凡尼在亞歷山大六世死後去了費拉拉與盧克雷齊亞待在一起，在那裡他被視為盧克雷齊亞同父異母的弟弟。

### 第二段婚姻：阿拉貢的阿方索（比謝列公爵）
盧克雷齊亞與喬凡尼離婚後，她嫁給了那不勒斯的阿方索二世的私生子比謝列公爵、薩萊諾親王阿拉貢的阿方索，阿方索的姐姐阿拉貢的珊莎已於1494年嫁給了盧克雷齊亞的弟弟喬弗雷·波吉亞。
他們於1498年7月成親，盧克雷齊亞獲得了40,000杜卡特作為嫁妝，並在隔年被教宗任命為斯波萊托總督。
這段婚姻非常的短暫，前後差不多只有兩年的時間。
起初，他們的婚姻非常的幸福，但隨著阿方索與教宗、切薩雷日漸增長的衝突下，他們的婚姻蒙上一層陰影，而在教宗轉而與法國聯盟對抗那不勒斯後這段婚姻關係變得更為糟糕，阿方索曾因為對這個結盟感到不滿，一度於1499年逃離羅馬，但幾個月後來在他妻子的呼喚下回到羅馬。
1500年7月15日，阿方索在與教宗共進晚餐後，於聖伯多祿大殿的台階上被刺客襲擊，雖然他的隨從很快的就將刺客給趕跑了，但仍造成多處致命傷，隨後他被帶到波吉亞寓所療傷，由他的叔叔那不勒斯國王費德里哥親自指派的醫生以及他的妻子及姊姊細心的照顧，為了防止再遭毒手，房間的門口由重兵守衛，食物也是由盧克雷齊亞親自準備的。但一個月後阿方索傷勢稍有好轉時，由切薩雷最信任的僱傭兵米凱萊托·科雷拉帶領數個傭兵衝進寓所，並指控阿方索正在策畫一個殺害切薩雷陰謀，在場的盧克雷齊亞及珊莎馬上對此否認並前去尋找教宗的幫助，但當她們回來時，阿方索已被勒死在床上。
從種種跡象來看，切薩雷普遍被認為是此次謀殺的主謀，可能的原因有他與阿方索的衝突以及阿方索在教宗-法國的聯盟下已變得毫無價值，因此將其殺害，但切薩雷對各種控訴皆極力否認。
阿方索與盧克雷齊亞育有一個孩子阿拉貢的羅德里哥，但盧克雷齊亞再婚後，被迫與孩子分離，這名孩子後來被送去給他的姑姑阿拉貢的珊莎撫養，並於1512年先於他的母親盧克雷齊亞去世。

### 第三段婚姻：阿方索·埃斯特（費拉拉公爵）
在盧克雷齊亞的第二任丈夫死後，她的父親隨後安排第三次的婚姻，盧克雷齊亞雖不願意但也沒有選擇的餘地。這次對象是費拉拉公爵埃爾科萊一世·埃斯特的長子阿方索·埃斯特一世，選中費拉拉不外乎是因為它不僅是一個活躍的藝術中心，更重要的是，它地處時任羅馬涅公爵切薩雷·波吉亞領地的旁邊。
起初埃爾科萊一世並不同意這門婚事，他不同意的原因主要有二，第一，埃爾科萊原本就有意與法國國王路易十二的姪女聯姻，並已經著手進行中；第二，波吉亞家族的腐敗名聲是所有義大利人眾所皆知的，他並不希望自己的孩子與如此不光彩的家族結合。
路易十二一開始也不願退讓，但考慮到教宗長子切薩雷正在幫助他完成統一義大利的夢想，他最後還是答應解除自己姪女與阿方索的婚約，並期望埃爾科萊能重新考慮這門婚事。
埃爾科萊在不斷提高嫁妝及設法獲取更多利益後，最後答應盧克雷齊亞必須攜帶10萬杜卡特及零零總總價值超過75,000杜卡特的珠寶作為嫁妝，並將費拉拉每年繳納給教廷的4,500杜卡特削減為100杜卡特作為條件，同意了這樁婚事。
21歲的盧克雷齊亞與26歲的阿方索於1502年在費拉拉成婚，婚後她為阿方索生許多兒女，並藉由贊助許多藝術活動證明她是一個可敬且完美的文藝復興公爵夫人，相信這有效提升她自己的聲譽且使波吉亞家族得以繼續生存，讓整個家族沒有因為她的父兄過世而跟著敗亡。
這段婚姻中，雖然他們生活很美滿，但他們對彼此都是不忠誠的。
從1503年開始，盧克雷齊亞與她的姊夫，阿方索的姊姊伊莎貝拉·埃斯特的丈夫，曼圖亞侯爵弗朗切斯科二世·貢扎加維持很長一段不倫的關係。
盧克雷齊亞雖然向伊莎貝拉頻頻示好但無濟於事。弗朗切斯科和盧克雷齊亞的關係基本上是激情大於感性的，這可以從他們之間的情書中一覽無疑，這段關係的結束是因為弗朗切斯科染上梅毒，這促使他們的性關係終止。
而她同時也與著名的詩人皮埃特羅·本博有著浪漫的關係，彼此往返的書信內容非常的優美。
盧克雷齊亞在1510年遇見一位有名的法國士兵－「貝亞騎士」皮埃爾·泰拉伊·德·巴亞爾，他是法國盟軍駐費拉拉的共同指揮官。根據他的個人傳記，他在遇見盧克雷齊亞後成為她的仰慕者，並稱呼她為女人中的珍珠，但盧克雷齊亞是如何回應他的愛慕已無從得知。

## 死亡

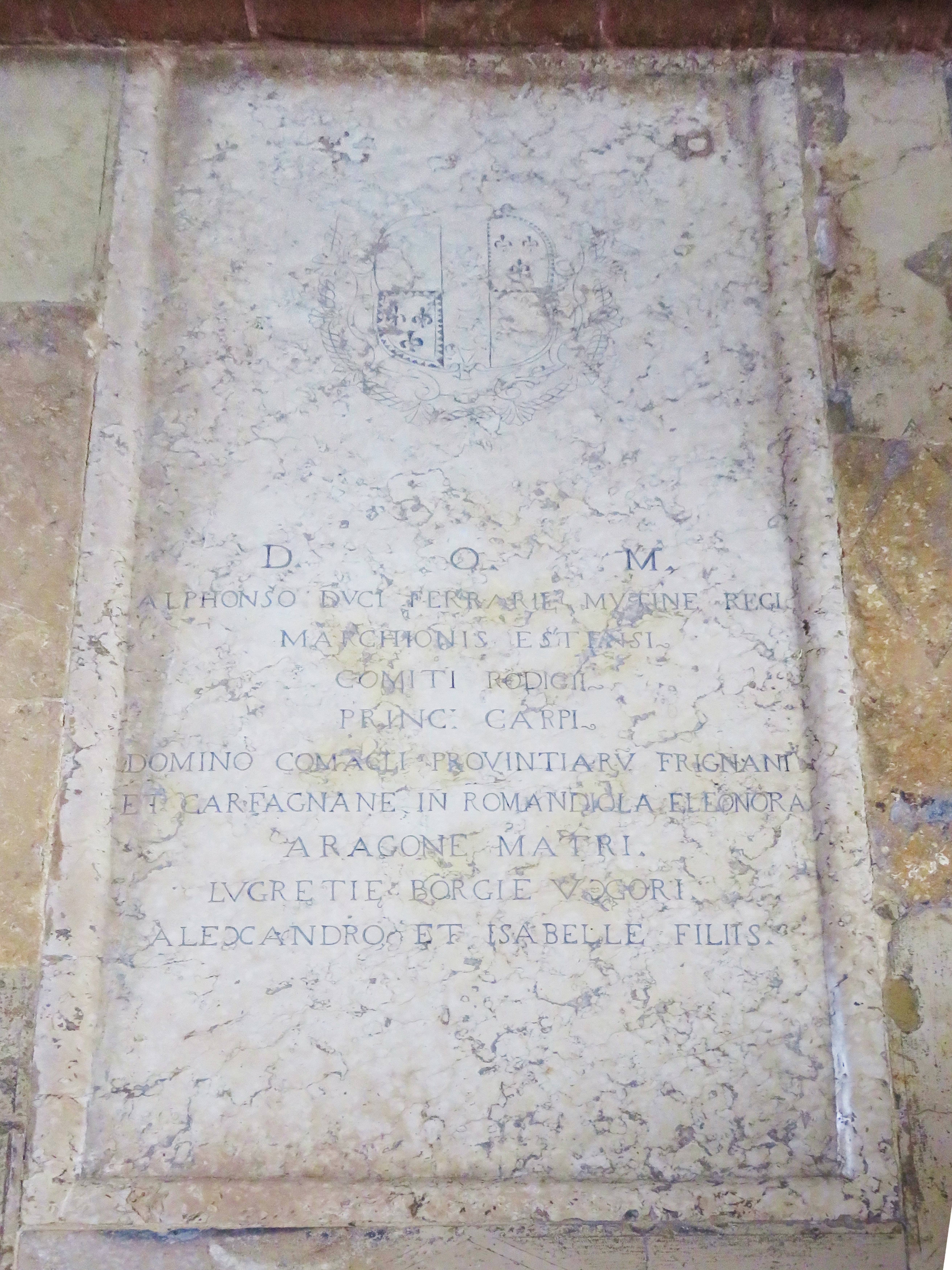
阿方索·埃斯特一世與盧克雷齊亞·波吉亞在費拉拉的墳墓。

盧克雷齊亞在生完她的第八個孩子後的幾天，於1519年6月24日因生產引發的併發症而去世，在她近40年的一生中經歷了無數次流產與生產。她死後葬於聖體修道院。

## 子女
盧克雷齊亞是7位或8位孩子的母親，其中包括：
- 喬凡尼·波吉亞（羅馬之子）（英语：Giovanni Borgia (Infans Romanus)） （1498－1548）：根據兩個不同的教宗詔書，這個孩子是切薩雷或亞歷山大六世的，但也有人認為這個孩子是盧克雷齊亞及佩魯托的，縱使有許多猜測，仍無法確定這孩子到底是不是盧克雷齊亞的。[19]
- 阿拉貢的羅德里哥（英语：Rodrigo of Aragon）（1499年11月1日－1512年8月）：她與阿拉貢的阿方索最大也是唯一的孩子。
- 埃爾科萊二世·埃斯特（1508年4月5日－1559年10月3日）：費拉拉公爵。
- 伊波利托二世·埃斯特（1509年8月25日－1572年12月1日）：米蘭大主教，之後成為了一位樞機。
- 亞歷山德羅·埃斯特（1514年–1516年）
- 李奧諾拉·埃斯特（1515年7月3日－1575年7月15日）：成為了一位修女。
- 弗朗切斯科·埃斯特（1516年11月1日－1578年2月2日）：馬薩倫巴達侯爵。
- 伊莎貝拉·瑪麗亞·埃斯特（1519年6月14日出生及死亡）：盧克雷齊亞生完她於10天後去世。

至少有一位紀傳作家（Maria Bellonci）宣稱盧克雷齊亞還有至少三個孩子，一個是與阿拉貢的阿方索所生，另外兩個則是與阿方索·埃斯特所生，但他們都在嬰兒時期就夭折了，她也認為盧克雷齊亞至少有四次流產的經驗。

## 評價、謠言及軼事

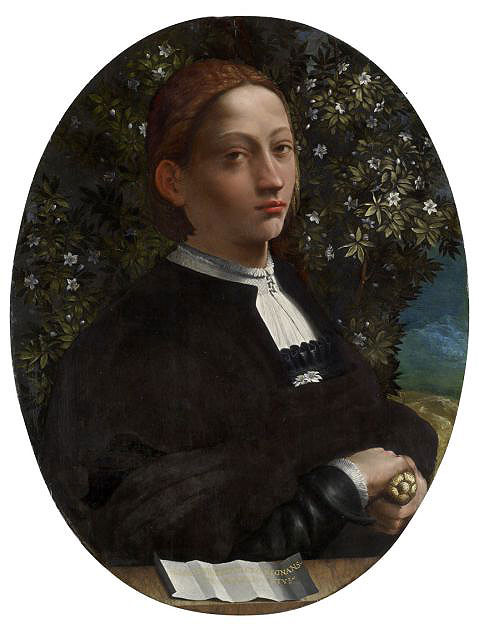
多索·多西於1518年的畫作《青年肖像》，畫裡的女子已被證實是盧克雷齊亞。

幾種有關盧克雷齊亞的傳聞已經持續多年，這些謠言大多來自波吉亞家族的奢華鋪張與墮落的形象（尤其是亞歷山大六世），指稱盧克雷齊亞與她的父親及兄長亂倫、參與了各種毒殺與謀殺等，然而這些傳聞沒有歷史依據，並大多是由波吉亞家族的對手所誣陷的，或是後世作者憑空撰寫而成，事實上與盧克雷齊亞同時期的人物對於她的評價及記載大多是正面或中立的，如亞歷山大六世時期的禮儀官約翰·布爾夏德在他的日記中對盧克雷齊亞的記述全無貶斥之意。
- 有謠言說盧克雷齊亞有一個中空的戒指，她用來在飲料中下毒。[23][24]
- 泰特不列顛美術館有一幅由20世紀早期畫家Frank Cadogan Cowper所繪的畫作，畫中描繪盧克雷齊亞在一個梵蒂岡正式會議上取代了她的父親亞歷山大六世的位子，雖然場景是藝術家自己想像的，但這顯然是一個真實事件，1501年亞歷山大六世在一次出訪時的確短暫的命令盧克雷齊亞為宗座攝政。[25]
- 1816年10月16日，浪漫主義文學作家拜倫勳爵拜訪了米蘭的盎博羅削圖書館，他在裡面看到了盧克雷齊亞與本博的情書並深深喜愛，並宣稱從中偷走了盧克雷齊亞的一綹頭髮。[26][27][27][28][29][30]
- 一些名人宣稱盧克雷齊亞是他們的祖先，其中包括美國內戰將軍P·G·T·博雷加德 [31]。
- 經由她的孫女安娜·埃斯特（英语：Anna d'Este），吉斯及內穆爾公爵夫人，她也是大多數現代歐洲皇室家族（包括英國）的旁系血親祖先。
- 盧克雷齊亞是現今西班牙國王費利佩六世、比利時國王菲利普、盧森堡大公亨利等人的祖先。

## 藝術作品

### 小說及歌劇
- 維克多·雨果1833年的舞台戲劇《盧克雷齊亞·波吉亞》，大致以盧克雷齊亞為原型，創作了一個專為葛塔諾·董尼采第的歌劇而生的劇本（劇本原作者為菲力切·羅馬尼（英语：Felice Romani）），本劇於1834年12月26日在米蘭的斯卡拉大劇院初次演出。
- 德國作家F·M·克林格爾（英语：Friedrich Maximilian Klinger）於1791年創作的小說《Fausts Leben, Thaten und Höllenfahrt》，故事裡面有一篇章是以波吉亞家族為故事主角，包含一個浮士德與盧克雷齊亞之間的戀情的虛構故事。
- 義大利作家拉斐爾·薩巴提尼（英语：Rafael Sabatini）在1908年所著的小說《莫特尼的恥辱》（The Shame of Motley）中，盧克雷齊亞·波吉亞和切薩雷·波吉亞成為了配角。
- 拉斐爾·薩巴提尼1912年的紀實文學作品，《切薩雷·波吉亞的一生》（The Life of Cesare Borgia），作者嘗試以歷史的眼光描寫波吉亞家族。
- 美國作家山謬·雪勒巴格（英语：Samuel Shellabarger）於1947年出版的歷史小說《狐狸王子》（Prince of Foxes）描述了虛構人物安德里拉·奧森尼，切薩雷·波吉亞下的一名長官，在征服羅馬涅期間的見聞；它在1949年也被製成了同名電影，出演的有奧森·威爾斯和泰隆·鮑華。
- 荷蘭作家荷拉·哈斯（英语：Hella Haasse）1952年出版的小說《鮮紅城市》（De scharlaken Stad）中講述了喬凡尼·波吉亞的故事，盧克雷齊亞在其中是配角。
- 英國作家簡·普萊蒂（英语：Eleanor Hibbert）（伊萊諾·希伯特）於1958年出版的的兩部小說《七座山的瑪丹娜》（Madonna of the Seven Hills）和《盧克雷齊亞的曙光》（Light On Lucrezia）延續了盧克雷齊亞和她父兄感情糾葛的故事。
- 美國作家格萊葛利·馬奎爾2003年的小說《白雪公主外傳》（Mirror, Mirror）是一個歷史幻想小說，再現了白雪公主的故事，其中盧克雷齊亞扮演了邪惡的繼母的角色。

### 電視及電影
- 1935年由阿貝爾·岡斯執導的電影《盧克雷齊亞·波吉亞》。
- 英國CBBC推出的兒童電視節目糟糕歷史 (2009年電視系列片)中，由瑪莎·豪-道格拉斯（英语：Martha Howe-Douglas）飾演盧克雷齊亞。
- 美國Showtime電視網於2011推出的影集《波吉亞家族（2011年電視劇）（英语：The Borgias (2011 TV series)）》，由霍利迪·格蘭傑（英语：Holliday Grainger）飾演盧克雷齊亞，本劇與歷史出入甚大。
- 法國Canal+於2011年推出的影集《波吉亞（2011年法國電視劇）（英语：Borgia (TV series)）》，由伊索妲·迪奧克（英语：Isolda Dychauk）飾演盧克雷齊亞。

### 游戏
- 在由育碧（Ubisoft）发行的游戏《刺客信条：兄弟会》中出现。